# Copper units of pressure
O termo copper units of pressure ou CUP, e o relacionado lead units of pressure ou LUP são aplicados a medições de pressão usadas no campo da balística interna para a estimativa das pressões da câmara em armas de fogo.

## Utilização
Os termos "CUP" e "LUP" foram adotados por convenção para indicar que os valores de pressão foram medidos pelos instrumentos de "amassamento" de cobre e chumbo, respectivamente. Nos últimos anos, eles foram substituídos pela adoção de medidores de pressão piezoelétricos mais modernos que medem com mais precisão as pressões da câmara e geralmente fornecem valores de pressão significativamente mais altos.
Essa nomenclatura foi adotada para evitar confusão e o intercâmbio potencialmente perigoso de valores de pressão e padrões feitos por diferentes tipos de instrumentos de medição. Por exemplo, faz pouco sentido descrever uma pressão máxima como 300 MPa e, caso a pressão tenha sido medida de acordo com o procedimento CUP, deve ser denotada como 300 MPa (CUP); é importante ressaltar que não há correlação direta entre valores "CUP" e "PSI", por exemplo: o cartucho .223 Remington, lista um MAP ("Maximum Average Pressure") de 52.000 CUP / 55.000 PSI, e um .308 Winchester lista um 52.000 CUP / 62.000 PSI e um 30-30 lista um 38.000 CUP / 42.000 PSI.
A pressão é um parâmetro físico fundamental expresso em unidades de força divididas por área. A unidade de pressão no sistema avoirdupois é libras por polegada quadrada, enquanto a unidade de pressão no sistema métrico mais antigo é o bar, e a unidade de pressão no sistema SI moderno é o pascal (equivalente a newtons por metro quadrado). A pressão da câmara medida com um medidor de "amassamento" de cobre seria expressa como psi (CUP) no sistema inglês, bar (CUP) no sistema métrico e MPa (CUP) no sistema SI.
O "Sporting Arms and Ammunition Manufacturers' Institute" (SAAMI) publicou os padrões de nível de pressão CUP para muitos cartuchos.